# Try Jah love
Try Jah love is een single van Third World. Het is afkomstig van hun album You’ve got the power.
Try Jah love is een lied geschreven door Stevie Wonder, die het zelf niet opnam (maar hier wel meespeelde) en ene Melody April McCully, waarvan het de enige bijdrage aan de muziekgeschiedenis is (gegevens 2015). "Jah" staat voor God (Jehova) dan wel Haile Selassie, beiden aanbeden door Rastafari. De tekst bevat zinnen als "Please Father" en "God bless", maar ook "Be not afraid, those who believe I will save". Wonder en Third World hadden elkaar in 1981 ontmoet en speelden destijds een eerbetoon aan Bob Marley.
De B-kant Inna time like this werd geschreven door Michael Cooper, toetsenist van Third World.

## Hitnotering
Het plaatje bleef net buiten de Billboard Hot 100. In de UK Singles Chart haalde het een 47e plaats. Dan verkocht het in Nederland relatief beter.

### Nederlandse Top 40
| Positie: | 27 | 12 | 9 | 4 | 3 | 3 | 9 | 28 | 35 | 38 | uit |

### Nationale Hitparade Top 50
| Positie: | 34 | 6 | 8 | 11 | 14 | 15 | 42 | 40 | uit |

### BelgischeBRT Top 30
Deze lijst werd niet gehaald.

### VlaamseUltratop 50
| Positie: | 36 | uit |

### NPO Radio 2 Top 2000
| Nummer met noteringen in de NPO Radio 2 Top 2000 | '00  | '01  | '02  |
| ------------------------------------------------ | ---- | ---- | ---- |
| Try Jah Love                                     | 1698 | 1904 | 1911 |

1. ↑  Een vetgedrukt getal geeft de hoogste notering aan.
2. ↑  2000 was het eerste jaar met een notering voor dit nummer.
3. ↑  Deze tabel is bijgewerkt tot en met de laatste editie (2024).